# C25H24N2O
化学式C25H24N2O（摩尔质量：368.48 g/mol）可以指：
- JWH-366，CAS号：914458-44-9
- (4S)-N,N-二苄基氨基-3-氧代-5-苯基戊腈，CAS号：156732-12-6

|  | 这个同类索引页列出了具有相同分子式的化学物（即同分異構體）条目。 除非您是有意链接至本页，否则应将相应条目的内部链接指向正确的条目。 |